# Bohemian Rhapsody
Bohemian Rhapsody és una cançó de la banda de rock britànica Queen. La va compondre Freddie Mercury per l'àlbum de la banda del 1975 titulat A Night at the Opera. Bohemian Rhapsody té una estructura narrativa de monòleg interior dins un malson. La forma musical és més afí a una rapsòdia clàssica que no pas a música pop. La cançó no té tornada, i consta tres parts: una balada que acaba en un solo de guitarra, un passatge operístic i un tros de rock dur.
Quan es va publicar com a senzill, a partir del 31 d'octubre de 1975, Bohemian Rhapsody es va convertir en un gran èxit comercial que va romandre a la primera posició de la llista de senzills britànica durant nou setmanes consecutives. A més, es va transformar en un dels senzills més venuts al Regne Unit (arribant a una xifra de vendes de 2.176.000 unitats), tan sols superada per Do They know It’s Christmas? de Band Aid i Candle in the Wind d'Elton John.
El senzill està acompanyat per un vídeo promocional que fou considerat innovador i que va ajudar a establir els fonaments del llenguatge visual dels vídeos musicals moderns. Tot i que les crítiques que va rebre van ser diverses, especialment dels Estats Units, es considera que Bohemian Rhapsody és el magnum opus de Queen i una de les millors cançons de tots els temps.

## Història

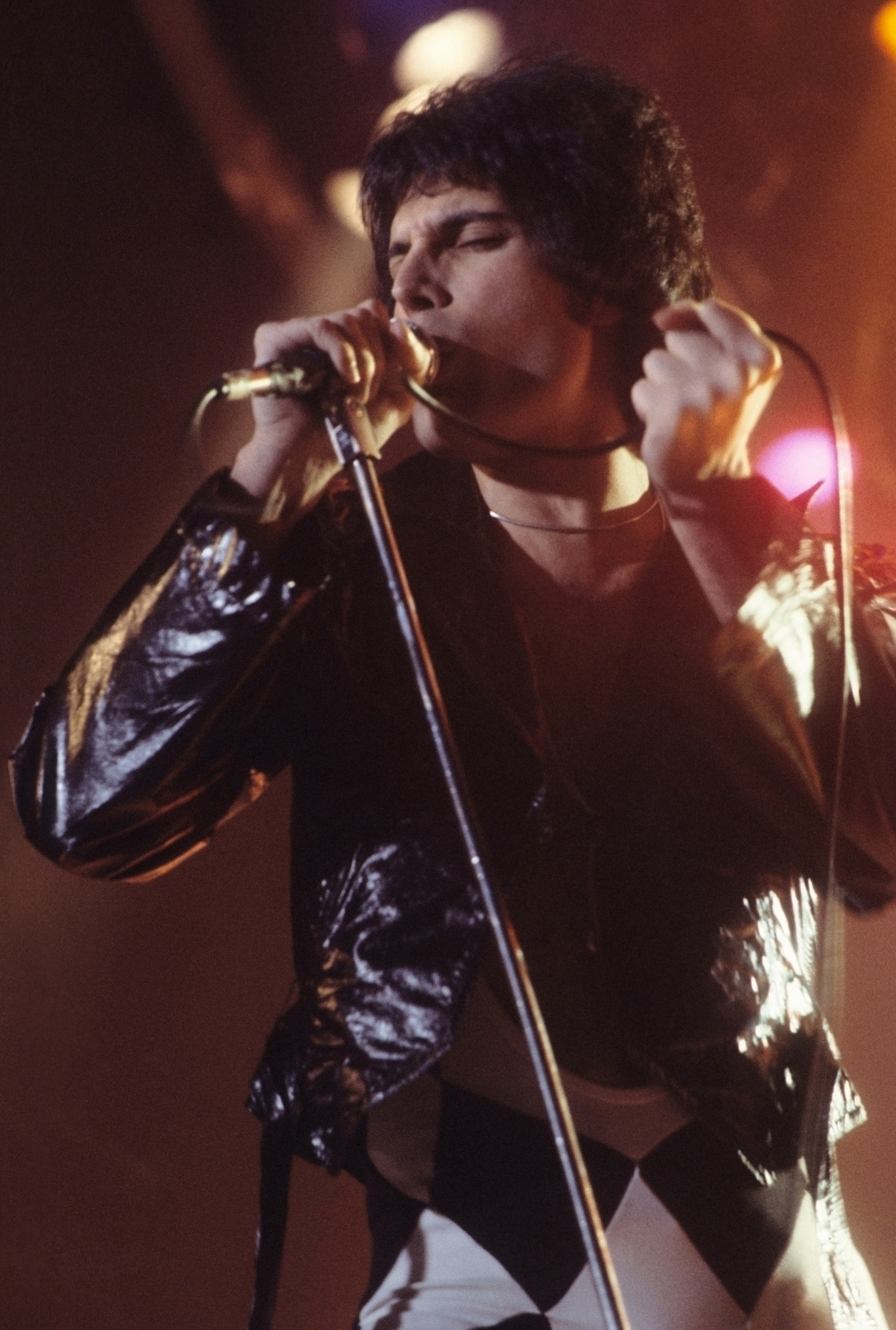
Freddie Mercury, lletrista de "Bohemian Rhapsody".

Freddie Mercury va escriure la major part de la lletra i la música de Bohemian Rhapsody a la seva casa de Holland Road, Kensington i Chelsea, a l'oest de Londres. El productor Roy Thomas Baker va relatar com un dia Mercury va tocar per a ell la secció de la balada que donava inici al tema:«Va tocar l'inici al piano, després va parar i digué: "I aquí és on entra la secció operística!" Llavors vam anar a sopar». El guitarrista Brian May va dir que la banda pensà que el pla de Mercury per a la cançó era «intrigant i original, i digne de ser treballat». Gran part del material de Queen, segons May, s'escrivia a l'estudi, però aquesta cançó «estava a la ment de Freddie» abans que es comencés amb el treball, per aquesta raó, la banda denominà l'esbós de la cançó com a "Fred's Thing" (traduïble com "L'assumpte d'en Fred"), en acabar-se la gravació la banda va decidir anomenar el single com a Bohemian Rhapsody.
La cançó es gravà en tres setmanes, començant el 24 d'agost del 1975 al Rockfield Studio 1, prop de Monmouth, després d'un assaig de tres setmanes de duració a Herefordshire. Durant el procés de gravació, foren necessaris quatre estudis addicionals: Roundhouse, SARM (Est), Scorpion i Wessex. D'acord amb alguns membres de la banda, Mercury preparà mentalment la cançó i dirigí la banda durant tot el procés de gravació. Utilitzava un piano de cua Bechstein, que tocà al vídeo promocional i al tour pel Regne Unit. Va ser el senzill més car que es va fer fins aleshores i continua sent una de les gravacions més elaborades de la història de la música.
Atès que els estudis de l'època tan sols oferien gravacions en cintes analògiques de 24 pistes, fou necessari que els tres es gravessin moltes vegades i «rebotar» això a successives submescles. Al final, s'usaren cintes de vuitena generació. Aquestes es van passar pels capçals de gravació tan sovint que la capa d'òxid començà a sortir, i les cintes, que eren normalment fosques, es tornaren gairebé transparents. Diverses seccions de la cinta que contenien les submescles desitjades van haver de ser empalmades (en altres paraules, tallades amb fulles d'afaitar i acoblades a la seqüència correcta fent servir cinta adhesiva).

## Títol i significat
El títol de Bohemian Rhapsody, el qual traduït al català és Rapsòdia Bohèmia, ha sigut el tema central entre fanàtics de Queen i musicòlegs, ja que, de la mateixa manera que el significat de la lletra, no té un significat clar.
La musicòloga Sheila Witheley suggereix que «el títol es basa en gran manera en la ideologia contemporània del rock, l'individualisme del món dels artistes bohemis del moviment underground de la dècada del 1970, afirmant amb la paraula 'rapsòdia' els ideals romàntics del rock artístic». Pel que fa a l'aspecte «bohemi», Judith Peirano diu que «Mercury va concebre... [aquesta cançó] com una "òpera bufa", cosa que se sortia de la norma de les cançons de rock i això segueix una forma lògica d'operar: els cors de moltes veus en diverses pistes alternats con solos vocals semblants a arias, les emocions són exagerades, l'argument, confús».
Durant una gira per l'Iran, segons explica el famós professor de música clàssica i director d'orquestra Marcelo Arce, Freddie Mercury gravà una cinta en idioma farsi amb el significat de la lletra i el títol de la cançó:
- La Rapsòdia, forma creada per Franz Liszt, és una cançó o composició dins de la qual és dividida per seccions amb tempos i diverses arrencades.[12]

- A Bohèmia, regió de l'est d'Europa, és on es va celebrar el pacte entre Faust (El protagonista de Bohemian Rhapsody) i Belzebú (una encarnació demoníaca)[12]

Segons Mercury el significat de la lletra tracta sobre un jove assassí que confessa a la seva mare que ha matat un home:
- Balada: un jove assassí, el qual confessa a Mama que ha matat un home i que sap que morirà.

- Solo de guitarra: la resposta de Mama, sobre els fets del protagonista principal.[12]

- Òpera: La guerra entre els àngels i el Dimoni (anomenat Belzebú) per l'ànima del jove.

- Rock: Belzebú exclamant al protagonista que no pot trencar el tracte entre ells tan fàcilment.[12]

- Outro: El jove protagonista recupera la seva ànima, exclamant la frase "...Nothing Really Matters..." (Res ja no és important), i la resposta de les veus en l'alça "...Anyway The Wind Blows..." (Malgrat tot bufa el vent); en el Romanticisme l'última frase de la cançó expressa l'arribada al Paradís.[12]

Pel que fa a la classificació de la cançó com a un tema de rock, és incorrecte, ja que tan sols 38 segons se'n poden considerar.

## Lletra i estructura
Des del llançament al públic de ”Bohemian Rhapsody”, hi ha hagut diverses especulacions sobre el significat que s'amaga darrere la lletra de la cançó. Una comuna, però errada interpretació, és que la cançó tracta sobre una persona amb SIDA, havent sigut escrita més d'una dècada abans que Freddie Mercury fos portador del VIH, i fins i tot set anys abans que aquest fos considerat un virus.
Alguns creuen que la lletra tracta sobre un suïcidi o una representació dels moments previs a una execució, considerant L'estranger d'Albert Camus com una probable inspiració. Altres creuen que la lletra fou escrita, ni més ni menys, per encaixar amb la música, sense tenir cap mena de sentit.
Mercury va ser molt evasiu quan se li preguntava pel significat de la cançó. A diferència dels altres membres de la banda, els quals parlaven constantment sobre la inspiració present a les seves cançons, a Mercury no li agradava analitzar el seu propi treball, i s'estimava més que el públic tingués les seves pròpies interpretacions. Se sap, però, que la cançó té una connexió molt personal amb Mercury, la qual cosa va ser afirmada pels altres membres de la banda.
La cançó està composta per sis seccions diferents: introducció, balada, solo de guitarra, òpera, hard rock i final. Aquest format, ple de canvis abruptes d'estil, to i ritme, va ser inusual per la música rock de l'època.

### Introducció (0:00–0:48)
La cançó comença amb una introducció a cappella dels quatre integrants de la banda en si♭. Al vídeo els quatre integrants fan sintonia de llavis, ja que totes les veus de la secció eren parts empalmades de Mercury, May i Taylor, després dels primers quinze segons, entra el piano i la veu de Mercury s'alterna amb les altres parts vocals.
La lletra presenta el narrador, el qual qüestiona si la vida és real o si és una fantasia:
| « | Is this the real life? Is this just fantasy? | » |

Concloent que hi ha escapatòria a la realitat, a més de veure si els seus actes deformen la realitat en la qual ell viu. El narrador es defineix com un "pobre nen" de la vida moderna que passa diferents estats d'ànim com la lucidesa i la depressió per mitjà dels versos: 
| « | Easy come, easy go Little high, little low | » |

El so, durant aquest vers presenta una atmosfera somiadora. La fi d'aquesta secció és marcada per l'entrada del baix i del piano, tocat a mans creuades en si♭.

### Balada (0:48–2:36)

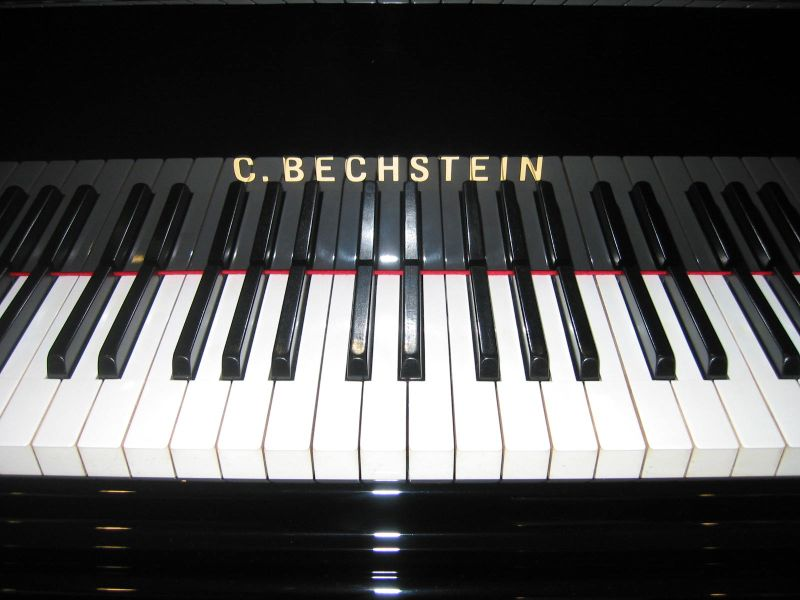
S'observa un pianista realitzant el moviment de mans creuades en un piano, similar al que utilitzava Freddie Mercury al vamp de Bohemian Rhapsody.

Aquesta secció comença quan Freddie Mercury apareix al piano i John Deacon al baix elèctric. El piano és tocat en forma de vamp (una figura repetitiva que s'utilitza molt sovint com a melodia principal) en si♭. El vamp tocat a la balada fou format al voltant de les melodies de My Fairy King i The Fairy Feller's Master-Stroke ambdues cançons també són escrites per Mercury.
El baix de Deacon entra tocant la primera nota i els versos vocals són cantats mitjançant una interpretació apassionada de Mercury.
El context de la lletra comença amb el narrador explicant a la seva mare que ha matat un home fent servir una arma (segurament un revòlver), disparant-lo a la templa:
| « | ...Put a gun against his head, Pulled my trigger and now he's dead. | » |

Darrere aquesta confessió, el narrador admet que la seva vida ha arribat al fons i ha engegat a rodar el seu futur:
| « | ... Life had just begun, But now I've gone thrown it all away. | » |

La successió cromàtica de notes per part del baix és sobre una modulació a Mi♭, a partir d'aquí el vamp és tocado en Mi♭(1:19).
En aquest moment Taylor toca a la bateria una forma de balada de la melodia de la cançó "We Will Rock You" (dos xocs al Bombo i un a la Caixa) i el narrador realitza una nova invocació a "Mama" en Mi♭. El narrador tracta de consolar a la seva mare demanant-li que si ell no torna, que segueixi endavant com si no hagués passat res:
| « | Mama ooo Didnt mean to make you cry If Im not back again this time tomorrow Carry on,carry on as if nothing really matters. | » |

Una frase truncada al piano (Mi♭ - si♭/Re - Do) uneix una repetició del vamp en si♭.
Mentre la balada es trasllada al segon vers, el protagonista mostra els dolors i els calfreds que l'afligeixen constantment, mentre Brian May entra i toca les últimes notes del piano a la seva guitarra (1:50).
El narrador diu adéu a tothom, anunciant que se n'ha d'anar i que es prepara per "enfrontar-se a la veritat"; la secció finalitza per mitjà del vers "Jo no vull morir / a vegades voldria no haver nascut".

### Solo de guitarra (2:36–3:03)
Quan Mercury canta el vers "... I sometimes wish I'd never been born at all...", la banda intensifica el so, sent liderada pel solo de guitarra toca amb la Red Special de Brian May, el qual serveix com a pont entre les seccions de balada i òpera. La intensitat segueix augmentant, però una vegada que el baix finalitza el seu descens, estableix un nou tono i la banda talla abruptament (3:03) excepte per una melodia al piano, tocada amb la modulació la major.
El productor Roy Thomas Baker recalca que el solo es gravà en una única pista, en lloc de ser unida en diverses pistes. May ha declarat que sempre havia volgut compondre "un petit to que es podria fer servir com a contrapunt de la melodia principal, i que no volia tocar la melodia". El guitarrista també va dir que el seu millor material surt de forma tal com: "Els dits tendeixen a ser previsibles, llevat que el cervell els lideri".

### Òpera (3:03–4:07)
La secció operística comença amb una sèrie de melodies ràpides en La♭, la qual conté diversos versos elaborats i unificats en una sola pista, descrivint la seva arribada al Purgatori per part del narrador. Al principi de la secció, Mercury canta acompanyat d'un piano, llavors apareixen les veus de Mercury, May i Taylor, acompanyades d'un cor format per diverses pistes empalmades, un piano, la bateria, el baix i un timbal simfònic. La gravació de les pistes vocals duraven des de deu a dotze hores per dia, resultant com a producte final nou gravacions separades principals, el nombre de 180 gravacions diferents és una exageració, ja que les nou pistes són repetides a través de tota la secció. Tanmateix, les pistes estaven formades per mescles successives. Roger Taylor va dir que combinant la seva veu, la de Mercury i la de May creaven un ampli rang vocal: "Brian podia cantar baix, Freddie mitjà i jo era bo amb les parts altes". La banda, a més volia "una paret de so", que després va ser feta per mitjà de l'efecte campana, fent servir el versos "Magnifico" i "Let me go".
Pel que fa a les referències utilitzades en aquesta secció, hi ha Scaramouche, el fandango, Galileo Galilei, Fígaro i la bàsmala com a faccions rivals que lluiten en una espècie de guerra o judici per l'ànima del narrador. La introducció de la cançó és recalcada mitjançant els versos "I'm just a poor boy, nobody loves me" (tan sols sóc un pobre noi i ningú m'estima). La secció conclou amb un cor cantant "Beelzebub has a devil put aside for me!" (Beelzebub va posar un dimoni per mi!) en un bloc tocat en tonalitat de si major. Roger Taylor arriba a la interpretació amb un falset en si♭}₅.
Fent servir la tecnologia disponible aleshores, es va tardar tres setmanes a acabar la secció operística. Roy Thomas Baker digué que "Cada cop que Freddie cantava un 'Galileo', havia d'afegir una peça de cinta més al rotlle".

### Hard rock (4:08–4:55)
El final de la secció operística porta un agressiu hard rock amb un riff de guitarra escrit per Mercury i gravat en dues pistes. Mercury canta enutjat versos dirigits a un desconegut "Baby", acusant-lo de la traïció, l'abús i la insistència al vers "can't do this to me, baby" (No em pots fer això, baby) que es podria interpretar com un flashback dels esdeveniments que passen a la secció anterior de la balada "just killed a man" (acabo de matar un home). Tres guitarres ascendents continuen, el que es pot descriure com quelcom que havia de lluitar amb la cançó en l'exercici de viure. Mercury arriba tres vegades a la nota tenor en Do₅, al final dels versos "So you think you can love me and leave me to die" (Et pensaves que podies estimar-me i deixar-me morir).
Peraino descriu que, arran de la sala d'audiències del judici a la secció operística, "l'heroi es torna desafiant", de pedra i surt victoriós del judici com un rebel.
Whitely relaciona aquest "gran sentit d'urgència" de Mercury amb una "agitació interior d'abandonar la seguretat de Mary Austin, arribant a termes amb l'estil de vida homosexual". Tot i que els comentaris d'Austin foren d'enteniment i segueix sent un amic proper a ella, el vers "just gotta get out" (tan sols vull sortir) és una metàfora de la desesperació a mesura que s'arriba al clímax final.

### Outro (4:55–5:55)
Després que Mercury toca octaves ascendents de l'escala en si♭, la cançó torna al tempo i forma de la introducció. Una guitarra acompanya el cor "ooo, ooo yeah, ooo yeah". Una melodia de guitarra en dues pistes és tocada per mitjà d'un amplificador creat per John Deacon, anomenat pels seus companys de la banda "Deacky Amp".
La línia en que Mercury canta "Nothing really matters..."(Ja res importa realment) reapareix, a més d'un nou sentit de la llibertat pel que fa al rang vocal del cantant.

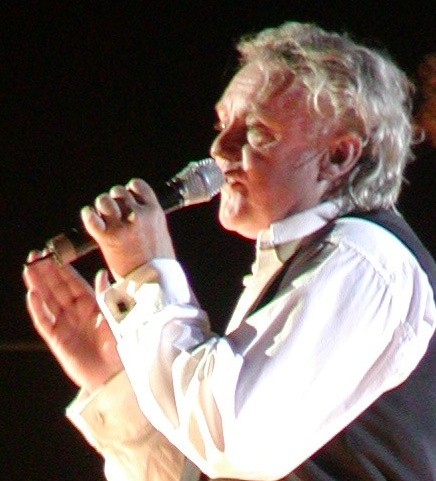
Roger Taylor, bateria de Queen, és el responsable de tocar el gong, al final de Bohemian Rhapsody.

D'acord amb Peraino, aquesta secció final afegeix "un nivell de resistència a la complexitat de la cançó en contrast amb l'encantadora subversió d'un rock and roll masclista." Aquesta resistència és coneguda mitjançant la "postura de la identitat bohèmia, que constantment busca canvis en la seva personalitat". El vers final deixant com a inconclús: "Any way the wind blows..." (Encara que el vent segueixi bufant…), és seguida pel so silenciós d'un gran gong expulsa la tensió creada durant tota la construcció de la cançó i una repetició de la frase tallada a la secció de balada (Mib - Sib/Re - Do).

## Llançament
Quan Mercury volgué llençar el senzill l'any 1975, diversos executius van suggerir que cinc minuts i cinquanta-cinc segons eren massa llargs, i que el tema mai seria un hit. Mercury va donar una còpia al seu amic, el DJ de Capital Radio Kenny Everett, informant-lo (amb una picada d'ullet) que era per ell i que mai la podria posar a l'aire. El pla de Mercury (una espècie psicología inversa) funcionà – Everett va enganyar els seus oients passant tan sols algun tros de la cançó. La demanda de l'audiència s'intensificà quan aquest posà la cançó sencera al seu show catorze vegades en dos dies. Una multitud de fanàtics van córrer a comprar el senzill el dilluns següent, i tot per trobar-se que la botiga encara no havia rebut el single. El mateix cap de setmana, Paul Drew, que dirigia les estacions de la RKO dels Estats Units, escoltà el tema al show d'Everett a Londres. Drew aconseguí una còpia de la cinta y començà a posar-la als Estats Units, que forçà l'etiqueta nord-americana de Queen, Elektra. En una entrevista a Sound On Sound, el productor Baker reflecteix que “fou una estranya sensació quan les ràdios d'ambdues bandes de l'Atlàntic posava un tema que les companyies de gravació deien que mai seria posada a l'aire!” Finalment, l'inèdit senzill fou llançat amb I’m in love with my car al costat B.
La cançó dominà el 1975 UK Christmas number one, mantenint la posició durant nou setmanes. Bohemian Rhapsody va ser la primera cançó a obtenir el número u dues vegades amb la mateixa versió. La segona versió d'aquest tema consistí en un rellançament amb un doble costa A juntament amb el senzill These Are the Days of Our Lives. L'any 1991, després de la mort de Mercury, la cançó va ocupar durant nou setmanes el número u.
Als Estats Units, el senzill va ser un èxit, tot i que menor de l'aconseguit al Regne Unit. El senzill original, llençat l'any 1976, va arribar al novè lloc al Billboard Hot 100, i el segon lloc en el rellançament de l'any 1992. En una entrevista retrospectiva, Anthony DeCurtis, de la revista Rolling Stone explica la relativament pobre performance al rànquing dient que "l'exemple essencial del tipus de coses no arribà exactament bé Amèrica". La popularitat de Queen a Amèrica es va veure perjudicada quan apareixien com drags al seu vídeo I Want to Break Free, ja que els seus habitants no sabien que es tractava d'una paròdia de la novel·la britànica Coronation Street. Tanmateix, d'acord amb DeCurtis, el seu ús a Wayne's World "masculinitzà" la cançó i va fer que la gent la considerés bona.

## Vídeo promocional
Diversos artistes de l'època, entre ells Queen ("Killer Queen" i "Liar", per exemple, ja tenien "promocions pop", tal com se'ls denominava llavors), ja havien fet videoclips per acompanyar les cançons, però no va ser fins a l'èxit de "Bohemian Rhapsody" que la pràctica de produir vídeos promocionals pels senzills es va fer popular entre les discogràfiques. Els videoclips es podien veure en programes televisius, com l'èxit de la BBC Top of the Pops. D'aquesta manera, les bandes o artistes no havien d'aparèixer en persona per cantar els senzills. Un vídeo promocional, a més, deixava a l'artista coordinar la música i les escenes, en comptes de ballarins com són els Pan's People. Segons May, el vídeo fou produït de tal manera que la banda podia evitar recrear-lo al Top of the Pops. May explica que ells havien estudiat la mímica de la cançó. A més, la banda sabia que haurien de realitzar tours, en comptes d'aparèixer als shows. El vídeo ha sigut catalogat com l'impulsor de l'era MTV.
La banda havia firmat amb una empresa anomenada Trillian, la qual cobria els events esportius per ITV. Van llogar un dels seus camions i se'l van emportar a Elstree Studios, on la banda practicaria pel seu tour. El vídeo fou dirigit per Bruce Gowers, el qual havia dirigit un vídeo de la banda en la seva presentació de l'any 1974 al teatre Rainbow de Londres, i fou filmat pel càmera Barry Dodd i l'assistent i mànager de pis Jim McCutcheon. El vídeo es va filmar en tan sols quatre hores i va costar entre 40.000£ i 45.000£.
El vídeo comença amb una presa dels quatre membres a la foscor, mentre canten la parte a cappella. Les llums il·luminen poc després des de sota, agafant com a pla principal a Mercury. La composició de la presa és la mateixa fotografía de la tapa de l'àlbum Queen II la qual fou fotografiada per l'artista plàstic i fotògraf Mick Rock. La foto, inspirada per una presa de l'actriu Marlene Dietrich, fou la imatge més representativa i preferida de la banda.
Tots els efectes especials van ser fets durant la gravació. L'efecte de les cares fent zoom cap a fora fou realitzat apuntant la càmera cap a un monitor, creant una il·lusió òptica, anàloga l'audio. L'efecte de rusc d'abelles fou realitzat mitjançant el recobriment òptic lents òptiques reformades.
El vídeo continua llavors amb els membres de la banda tocant els seus respectius instruments. A la secció d'òpera, el vídeo torna a la composició original, amb els membres de la banda cantant, llavors fan una presentació a l'escenari per la part de heavy metal, i als segons finals es mostra Roger Taylor amb el tors nu mentre colpeja el tam tam.
El vídeo fou editat en cinc hores perquè havia de ser en escena aquella mateixa setmana. En finalitzar-se, s'envià ràpidament a la BBC i es va emetre per primera vegada al programa Top of the Pops el novembre de l'any 1975. Després d'unes setmanas al número u de les llistes, es va crear un vídeo alternatiu. La diferència més òbvia fou la superposició de flames a la introducció.
Prop d'una tercera part dels participants en una enquesta comissionada per la companyia telefònica britànica O2 van votar aquest videoclip com el "millor vídeo del Regne Unit de tots els temps" l'any 2007.

## Presentacions en directe

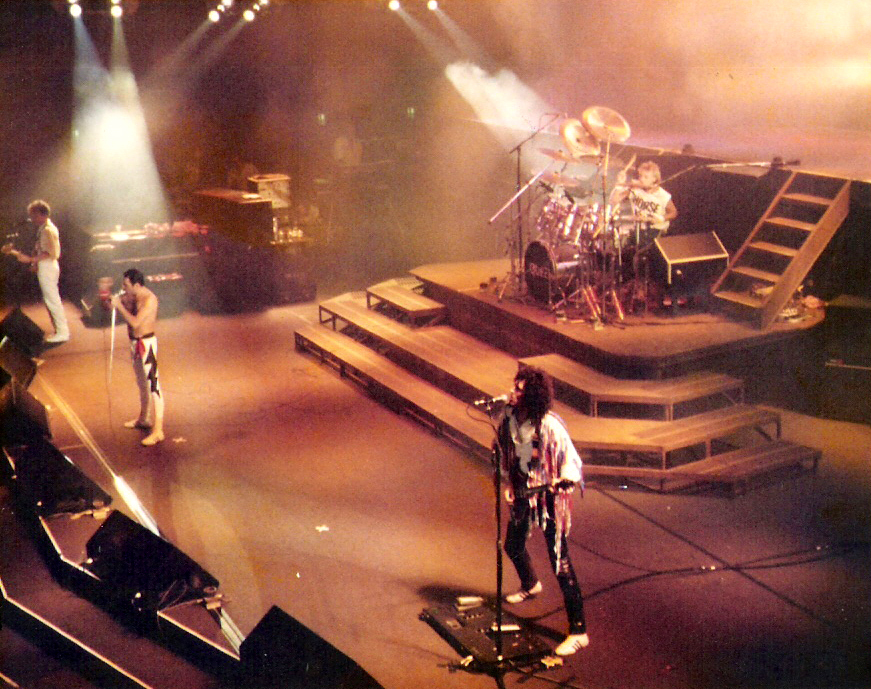
Escena d'un concert en directe de Queen.

La secció a cappella era massa complexa per ser executada en directe, així que Mercury sempre intentava trobar maneres d'introduir la cançó. Quan la cançó "Mustapha" es va convertir, entre els fans, en una de les preferides del concert, Mercury cantava l'última part de Mustapha i la unia al piano per iniciar la secció de balada, d'aquesta manera es feia més fàcil reproduir-la en directe, ja que aquesta vegada es tractava d'una sola veu. Durant el tour Hot Space, en algunes ocasions, Mercury realitzava una improvisació al piano (generalment la introducció de "Death on Two Legs") que acaba amb les primeres notes de la balada de Bohemian Rhapsody. En certes ocasions, quan acabava la cançó anterior, Mercury s'assentava al piano, deia una paraula ràpidament i començava a tocar la secció de balada.
Els primers concerts, després del llançament del senzill, la secció operística causava un problema, ja que era molt complicat recrear les 180 veus combinades pels cantants de la banda. Queen no va tocar la secció d'òpera als tours promocionals de "Sheer Heart Attack" i "A Night At The Opera", durant els concerts, separaven la cançó en tres parts durant tot el concert: la balada i l'outro eran tocades com un medley, amb "Killer Queen" i "March of the Black Queen" en lloc de les seccions d'òpera i hard rock. En ambdues ocasions eren tocades al principi del concert, com una introducció que donava lloc a "Ogre Battle".
Començant pel tour de "A Day at the Races" l'any 1977, la banda adoptà l'última manera de tocar la cançó en directe. La balada inicial es faria en directe, després del solo de Brian May les llums s'apagarien i la secció operística s'escoltaria en un format gravat. Una explosió de pirotècnia darrere de l'última nota aguda de Roger Taylor, seria el senyal que donaria pas, altra vegada, a la banda sobre l'escenari i així realitzar les seccions de hard rock i outro en directe. D'aquesta manera Queen realitzà la versió en directe fins al Magic Tour de l'any 1986, l'última presentació. Aquest mateix estil es va fer servir al Concert de tribut a Freddie Mercury, amb Elton John cantant la secció de la balada i després de la secció operística gravada, Axl Rose va aparèixer cantant la secció de hard rock. John and Rose van cantar la balada final en un duet.
Vocalment parlant, la cançó arribà a les seves millors interpretacions a les gires The Crazy Tour, Game Tour i Hot Space Tour; específicament, la seva millor actuació va arribar a Newcastle el 4 de desembre del 1979, i a Londres, el 26 de desembre del 1979, al famós concert a favor del poble de Cambodja.
Als tours de Queen + Paul Rodgers es veu un vídeo de Mercury cantant i tocant el piano al primer segment de la cançó, deixant de banda els altres músics i Paul Rodgers. Durant les presentacions es projecta un vídeo del concert Live at Wembley '86, i també s'utilitza material del concert 1981 Montreal performance. A la secció operística, la banda se'n va darrere de l'escenari. La secció és acompanyada d'un tribut en vídeo de Freddie Mercury i John Deacon, que es retirà de la banda l'any 1997. Quan comença la secció de hard rock la banda surt a escena, inclòs Rodgers, que canta durant tota la secció. Rodgers realitza un petit duet amb Mercury a l'outro, permetent la participació de l'audiència, cantant el vers final "Nothing really matters to me", mentre la imatge projectada de Mercury fa una reverència al pública. Rodgers repeteix l'últim vers i la línia final ('"Any way the wind blows"') és deixada a una última imatge de Mercury somrient al públic. Brian May comenta aquesta presentació de la cançó: "Nosaltres volíem el repte de tenir a Freddie d'una forma respectable, però sense treure protagonisme a Paul. D'aquesta manera ens deixa vius i "presents", però també conscients i orgullosos del nostre passat, como no poc ser d'una altra manera."

## Recepció de la crítica i el públic
Tot i que la cançó es va convertir en una de les més importants de la música popular de tots los temps, algunes de les crítiques la mostraven com una cançó pobre. El crític columnista Allan Jones tan sols escoltà un "barreja mal feta" d'estils operístics.
La cançó ha guanyat diversos premis, i ha sigut parodiada i versionada per molts artistes. L'any 1977, tan sols dos anys després del seu llançament, la Indústria Fonogràfica Britànica nomenà "Bohemian Rhapsody" com el millor senzill britànic del període comprès entre els anys 1952-77.
També va quedar desena en una enquesta de la BBC World Service, els fins de la qual eren conèixer quina cançó era la preferida arreu del món. L'any 2000 aconseguí el segon lloc darrere de l'Imagine de John Lennon en una enquesta del Channel 4 per descobrir Els 100 Majors Números 1. També va ser al top 5 de l'anual holandès "Top 100 Aller Tijden" des del 1977, arribant al número u en vuit ocasions. A l'anual "Top 2000", Bohemian Rhapsody va mantenir el primer lloc entre els anys 1999 i 2005. El 2005 baixà un lloc, per tornar-lo a recuperar el 2006. En les edicions del 2007 i del 2008, el senzill tornà a ocupar la primera posició.
L'any 2004, la cançó fou inclosa al Saló de la Fama dels Grammy. A partir del 2004, "Bohemian Rhapsody" fou considerada la segona cançó més escoltada a la ràdio britànica després de "A Whiter Shade of Pale" de Procol Harum. El 30 de setembre del 2007, en el quarantè aniversari de la BBC Radio 1, es posà de manifest que "Bohemian Rhapsody" fou la cançó més escoltada des del llançament de Radio 1. L'any 2004, BBC Three, va incloure la cançó a La història de ..., una sèrie de documentals dedicats a cançons específiques. A la seva primera emissió, el desembre del 2004, el programa resseguí la història de la cançó i portà els membres restants de la banda, (Brian May i Roger Taylor), de nou, a un dels estudis on es va gravar.

## Wayne's World
La cançó gaudí d'una renovada popularitat l'any 1992 quan formà part de la banda sonora de la pel·lícula Wayne's World. La seva directora, Penelope Spheeris, no tenia del tot clar fer-la servir perquè creia que no acabava de quallar del tot amb els personatges principals, que eren fanàtics del rock i del heavy metal. Al cap i a la fi, Mike Myers insistí que la cançó era ideal per l'escena.
Tenint en compte l'experta musical Theodore Gracyk, l'any 1992, quan es va estrenar el film, les ràdios de "rock clàssic" van deixar d'emetre la cançó de sis minuts de durada. Gracyck suggereix que al començar la cinta per la meitat de la cançó després de la "lletra que dona la narrativa de la cançó... fa que l'audiència de la pel·lícula hagi de respondre a la seva presència sense el ‘comentari’ de la lletra". Amb l'ajuda de Bohemian Rhapsody, l'àlbum del soundtrack de la pel·lícula va tenir molt èxit.
En relació amb això, es va llançar un altre vídeo, intercalant escenes de la pel·lícula amb escenes del vídeo original de Queen, juntament amb altres imatges de la banda. La versió del vídeo de Wayne's Worldva fer que Queen guanyés el seu únic premi MTV Video Music Award al Millor vídeo per a pel·lícules. Quan els membres vius de la banda, Brian May i Roger Taylor, van ser cridats a l'escenari per rebre el premi, Brian May s'emocionà i digué: "Freddie estaria encantat".
Myers s'horroritzà quan va veure que la companyia de gravació havia barrejat escenes de Wayne's World amb el vídeo original de Queen, creient que això molestaria a la banda. Va dir a la companyia que avisés a la banda que aquest vídeo no havia sigut idea seva, i es disculpà amb ells. La banda tan sols respongué: "Gràcies per haver utilitzat la nostra cançó". Més tard Myers va dir que els hauria dit: "Gràcies per deixar-me, ni que sigui, tocar la seva roba!".

## Membres de la banda
- Freddie Mercury: veu solista, piano, cors;
- Brian May: Guitarra, cors;
- John Deacon: baix;
- Roger Taylor: bateria, cors, timbales, gong.

## Llistes i certificacions
| Llistes del 1975                             | Màxima posició |
| -------------------------------------------- | -------------- |
| Alemanya Federal (Llista oficials alemanyes) | 7              |
| Austràlia (Kent Music Report)                | 1              |
| Bèlgica (Ultratop 50 Flandes)                | 1              |
| Bèlgica (Ultratop 50 Valònia)                | 7              |
| Canadà Top Singles (RPM)                     | 1              |
| Espanya (AFE)                                | 4              |
| Finlàndia (Suomen Virallinen)                | 10             |
| Irlanda (IRMA)                               | 1              |
| Nova Zelanda (Recorded Music NZ)             | 1              |
| Noruega (VG-lista)                           | 4              |
| Païssos Baixos (Dutch Top 40)                | 1              |
| Païssos Baixos (Single Top 100)              | 1              |
| Sud-àfrica (Springbok Radio)                 | 2              |
| Suècia (Sverigetopplistan)                   | 18             |
| Suïssa (Swiss Hitparade)                     | 4              |
| UK Singles (OCC)                             | 1              |
| US Billboard Hot 100                         | 9              |
| US Cash Box                                  | 6              |

| Llistes de 1991–1992                                                        | Màxima posició |
| --------------------------------------------------------------------------- | -------------- |
| Alemanya (Llistes oficials alemanyes) amb "These Are the Days of Our Lives" | 16             |
| Austràlia (ARIA)                                                            | 5              |
| Àustria (Ö3 Austria Top 40)                                                 | 8              |
| Bèlgica (Ultratop 50 Flandes)                                               | 6              |
| Canadà Top Singles (RPM)                                                    | 18             |
| Canadà Adult Contemporary (RPM)                                             | 36             |
| Dinamarca (IFPI)                                                            | 3              |
| Europa (Eurochart Hot 100)                                                  | 3              |
| Finlàndia (Suomen virallinen lista)                                         | 17             |
| França (SNEP)                                                               | 15             |
| Irlanda (IRMA) with "These Are the Days of Our Lives"                       | 1              |
| Païssos Baixos (Dutch Top 40)                                               | 2              |
| Païssos Baixos (Single Top 100)                                             | 1              |
| Nova Zelanda (Recorded Music NZ)                                            | 16             |
| Suïssa (Swiss Hitparade)                                                    | 8              |
| UK Singles (OCC) with "These Are the Days of Our Lives"                     | 1              |
| US Billboard Hot 100                                                        | 2              |
| US Cash Box                                                                 | 1              |

| Llista (2018–2019)                             | Màxima posició |
| ---------------------------------------------- | -------------- |
| Austràlia (ARIA)                               | 17             |
| Àustria (Ö3 Austria Top 40)                    | 30             |
| Bèlgica (Ultratop 50 Flandes)                  | 3              |
| Canada (Canadian Hot 100)                      | 26             |
| Ventes digitals al Canadà                      | 6              |
| Colòmbia (Promúsica)                           | 12             |
| Eslovàquia (IFPI)                              | 5              |
| Espanya (PROMUSICAE)                           | 26             |
| França (SNEP Singles Téléchargés)              | 3              |
| França (SNEP Megafusion)                       | 21             |
| França (SNEP Streaming)                        | 27             |
| Ventes digitals internacionals a Grècia (IFPI) | 8              |
| Hongria (Single Top 40)                        | 4              |
| Hongria (Stream Top 40)                        | 3              |
| Itàlia (FIMI)                                  | 10             |
| Japan (Japan Hot 100)                          | 11             |
| Lituània (AGATA)                               | 4              |
| Malàisia (RIM)                                 | 8              |
| Païssos Baixos (Single Top 100)                | 26             |
| Nova Zelanda (Recorded Music NZ)               | 20             |
| Portugal (AFP)                                 | 21             |
| República Txeca (Singles Digitál Top 100)      | 1              |
| Singapur (RIAS)                                | 24             |
| Suècia (Sverigetopplistan)                     | 33             |
| Suïssa (Swiss Hitparade)                       | 21             |
| UK Singles (OCC)                               | 45             |
| US Billboard Hot 100                           | 33             |
| US Hot Rock & Alternative Songs (Billboard)    | 2              |

| Llista (2020–2022)     | Màxima posició |
| ---------------------- | -------------- |
| Global 200 (Billboard) | 97             |

| Llista (1975)     | Posició |
| ----------------- | ------- |
| UK Singles (BMRB) | 22      |

| Llista (1976)                  | Posició |
| ------------------------------ | ------- |
| Austràlia (Kent Music Report)  | 2       |
| Bèlgica (Ultratop Flanders)    | 14      |
| Canadà RPM Top 100             | 6       |
| Països Baixos (Dutch Top 40)   | 9       |
| Països Baixos (Single Top 100) | 11      |
| Regne Unit Singles (BMRB)      | 35      |
| US Billboard Hot 100           | 18      |
| US Cash Box Singles            | 52      |

| Llista (1991)       | Posició |
| ------------------- | ------- |
| UK Singles (Gallup) | 2       |

| Llista (1992)                  | Posició |
| ------------------------------ | ------- |
| Austràlia (ARIA)               | 59      |
| Bèlgica (Ultratop)             | 45      |
| Europa (Eurochart Hot 100)     | 34      |
| Nova Zelanda (RIANZ)           | 41      |
| Països Baixos (Dutch Top 40)   | 28      |
| Països Baixos (Single Top 100) | 24      |
| Regne Unit Singles (Gallup)    | 15      |
| US Billboard Hot 100           | 39      |
| US Cash Box Singles            | 22      |

| Llista (2006)    | Posició |
| ---------------- | ------- |
| UK Singles (OCC) | 199     |

| Llista (2018)                 | Posició |
| ----------------------------- | ------- |
| França (SNEP)                 | 146     |
| Hongria (Single Top 40)       | 40      |
| Islàndia (Tónlistinn)         | 97      |
| Portugal (AFP)                | 122     |
| US Hot Rock Songs (Billboard) | 31      |

| Llista (2019)                 | Posició |
| ----------------------------- | ------- |
| Austràlia (ARIA)              | 67      |
| França (SNEP)                 | 60      |
| Hongria (Single Top 40)       | 29      |
| Italy (FIMI)                  | 73      |
| Japan (Japan Hot 100)         | 49      |
| Latvia (LAIPA)                | 75      |
| Portugal (AFP)                | 79      |
| Regne Unit Singles (OCC)      | 64      |
| Suècia (Sverigetopplistan)    | 95      |
| Suïssa (Schweizer Hitparade)  | 39      |
| US Hot Rock Songs (Billboard) | 7       |
| US Rolling Stone Top 100      | 67      |

| Llista (2020) | Posició |
| ------------- | ------- |
| França (SNEP) | 158     |

| Llista (2021)          | Posició |
| ---------------------- | ------- |
| França (SNEP)          | 177     |
| Global 200 (Billboard) | 87      |
| Portugal (AFP)         | 146     |

| Llista (2022)          | Posició |
| ---------------------- | ------- |
| Global 200 (Billboard) | 75      |

| Llista (1970–1979) | Posició |
| ------------------ | ------- |
| UK Singles (OCC)   | 7       |

| Llista (2018)            | Posició |
| ------------------------ | ------- |
| Regne Unit Singles (OCC) | 3       |

| País                                         | Certificació | Vendes    |
| -------------------------------------------- | ------------ | --------- |
| Alemanya (BVMI)                              | 3xOr         | 750.000   |
| Austràlia (ARIA)                             | 8xPlatí      | 560.000   |
| Brasil (Pro-Música Brasil)                   | Platí        | 60.000    |
| Canadà (Music Canada)                        | 7xPlatí      | 560.000   |
| Dinamarca (IFPI Danmark)                     | 3xPlatí      | 270.000   |
| Espanya Promusicae                           | 5xPlatí      | 300.000   |
| Estats Units (RIAA) (físic)                  | Or           | 1.000.000 |
| Estats Units (RIAA) (digital)                | Diamant      | 1.000.000 |
| Itàlia (FMI)                                 | 5xPlatí      | 500.000   |
| Japó (RIAJ)                                  | Or           | 100.000   |
| Nova Zelanda (RMNZ)                          | 8xPlatí      | 24.000    |
| Portugal (Associação Fonográfica Portuguesa) | 4xPlatí      | 160.000   |
| Regne Unit (BPI)                             | 5xOr         | 3.000.000 |